# 町田茂
町田 茂（まちだ しげる、1926年2月22日 - 2019年1月16日）は、日本の物理学者。専門は量子力学。理学博士（1959年）。京都大学名誉教授。

## 略歴
群馬県前橋市出身。1949年東京大学理学部物理学科卒、1959年理学博士。広島大学講師、1955年立教大学助教授、1961年教授、1966年京都大学理学部教授、1990年定年退官、名誉教授となる。

## 著書
- 『素粒子 現代科学の自然観』1967 中公新書
- 『量子論の新段階 問い直されるミクロの構造』丸善 1986
- 『基礎量子力学』丸善 (パリティ物理学コース)1990
- 『時間・空間の誕生』大月書店(科学全書） 1990
- 『量子力学の反乱 自然は実在するか?』学習研究社 最新科学論選書 1994
- 『現代物理読本 素粒子から宇宙まで』理工学社 1994
- 『量子力学のふしぎな世界』新日本出版社(新日本新書)2000

### 共著
- 『現代科学と物質概念 対象性と自立性の弁証法』有尾善繁共著 青木書店 1983
- 『いまさら量子力学?』中嶋貞雄,原康夫共著 丸善 (パリティブックス)　1990
- 『基幹物理学 こつこつと学ぶ人のためのテキスト』星崎憲夫共著, 監修 てらぺいあ 2008

### 翻訳
- B.デスパーニア『量子力学における観測の理論』岩波書店 1980
- アーサー・ファイン『シェイキーゲーム アインシュタインと量子の世界』丸善 1992
- マーミン『相対論 新しい発想で学ぶ』丸善 1994
- マーミン『量子のミステリー』丸善 1994
- M.B.メンスキー『量子連続測定と径路積分』吉岡書店 (物理学叢書)　1995

## 論文
- <町田茂